# Naturschutzgebiet Bormecke
Das Naturschutzgebiet Bormecke mit einer Flächengröße von 75,18 ha liegt direkt an der nördlichen Stadtgrenze von Meschede im Arnsberger Wald. Das Gebiet wurde 1994 durch den Kreistag des Hochsauerlandkreises mit dem Landschaftsplan Meschede als Naturschutzgebiet (NSG) mit dem Namen Naturschutzgebiet Bormecker Bachtal und einer Flächengröße von 6,3 ha ausgewiesen. Bei der Neuaufstellung des Landschaftsplanes Meschede wurde das NSG 2020 dann erneut ausgewiesen und deutlich vergrößert. Im Norden grenzt die Stadt Warstein im Kreis Soest an. Das NSG liegt NSG am Plackweg. Das Naturschutzgebiet Hamorsbruch / Bermecke liegt nur von der Landstraße getrennt östlich vom NSG. Das Naturschutzgebiet Arnsberger Wald (Meschede) grenzt südlich direkt an.

## Gebietsbeschreibung
Beim NSG handelt es sich um den Quellbereich des Bormecketales. Im NSG kommen großflächig von Niedermoor- / Moorgleyböden vor. Die Fläche des NSG war überwiegend fichtenbestockt. Im Zuge von kalamitätsbedingt angestoßenen ökologischen Ausgleichsmaßnahmen war die NSG-Fläche bereits 2020 zu einer halboffenen, sich natürlich entwickelnden Moorlandschaft mit eingestreuten Tümpeln umgestaltet wurden. Initialpflanzungen mit Schwarz-Erlen in früheren Fichtenbeständen am Wurmecker Bruch erfolgten.  
Westlich und östlich dieser umgestalteten Waldfläche am Wurmecker Bruch verlaufen die beiden Haupt-Quellarme der Bormecke. Die Bormecke im NSG ist ein naturnaher Mittelgebirgsbach mit begleitenden Erlenwäldern und Bruchwaldrelikten. Das Umfeld der Bormecke im NSG ist stark durch Fichten-Reinbestände geprägt, die soweit durch Hangwasser-geprägte Standorte oder als Verbundflächen zu vorhandenen Hainsimsen-Buchenwäldern in die Schutzgebietsabgrenzung einbezogen wurden. Ebenfalls innerhalb des NSG liegt ganz im Norden ein Quellbach, der jenseits der Kreis- und Plangebietsgrenze in die Bormecke mündet. 
Im NSG kommen Rote-Liste-Pflanzenarten vor. Das NSG steht überwiegend unter dem gesetzlichen Biotopschutz nach § 30 BNatSchG.

## Schutzzweck
Zum Schutzzweck des NSG führt der Landschaftsplan neben den normalen Schutzzwecken für alle NSG im Landschaftsplangebiet auf: „Fortsetzung der ökologischen Optimierung von Moor- und Anmoorstandorten sowie staunassen und Sickerwasser-geprägten Bereichen im Quellgebiet des Bormecker Baches, Schutz und Ausweitung von FFH-Lebensraumtypen (bodensaure Buchen- und bachbegleitende Erlenwälder), rechtliche Umsetzung der FFH-Gebietsmeldung DE 4515-302 „Arnsberger Wald“ und Präzisierung der diesbezüglichen allgemeinen Schutzvorschriften des § 33 BNatSchG in Ergänzung des NSG 2.1.03 – s. Gebot b) des NSG-Festsetzungskataloges.“

## Entwicklungsmaßnahmen
Laut Festsetzung im Landschaftsplan sollen die Entwässerungsgräben verdämmt werden um die Wasserhaltung zu verbessert und die Besiedlung mit Moor- und Bruchwaldgesellschaften erleichtern. Ferner sollen begradigte Gewässerabschnitte in einen naturnahen Zustand zurückversetzt werden. Vorhandene Fichtenbestockungen sollen in Abwägung zwischen wirtschaftlicher Endnutzung und Schutzzweck möglichst vorzeitig umgestockt werden. In einer Teilfläche im Süden des NSG am Plackweg ist hingegen weiterhin Nadelholzanbau mit einem Anteil von maximal 20 % zulässig. Diese forstlichen Festsetzung sind in der Festsetzungskarte abgegrenzt.